# Philaethria dido
Philaethria dido is een vlinder uit de familie Nymphalidae. De wetenschappelijke naam is gepubliceerd in 1763 door Carl Linnaeus.